# Toxorhina tasmaniensis
Toxorhina tasmaniensis är en tvåvingeart som först beskrevs av Alexander 1926.  Toxorhina tasmaniensis ingår i släktet Toxorhina och familjen småharkrankar. Inga underarter finns listade i Catalogue of Life.